# Lajos Tichy
Lajos Tichy (21. března 1935, Budapešť, Maďarsko – 6. ledna 1999, Budapešť, Maďarsko) byl maďarský fotbalový útočník a reprezentant, později trenér. Velmi produktivní střelec.

## Klubová kariéra
Celou svou kariéru strávil v klubu Honvéd Budapešť, který po ukončení aktivní hráčské kariéry vedl v letech 1976–1982 i jako trenér. Dvakrát získal ligový titul (1954, 1955) a pětkrát korunu střelců. V roce 1962 byl nominován na cenu Zlatý míč, v hlasování obdržel pouze jediný bod a skončil na děleném 25. místě.

## Reprezentační kariéra

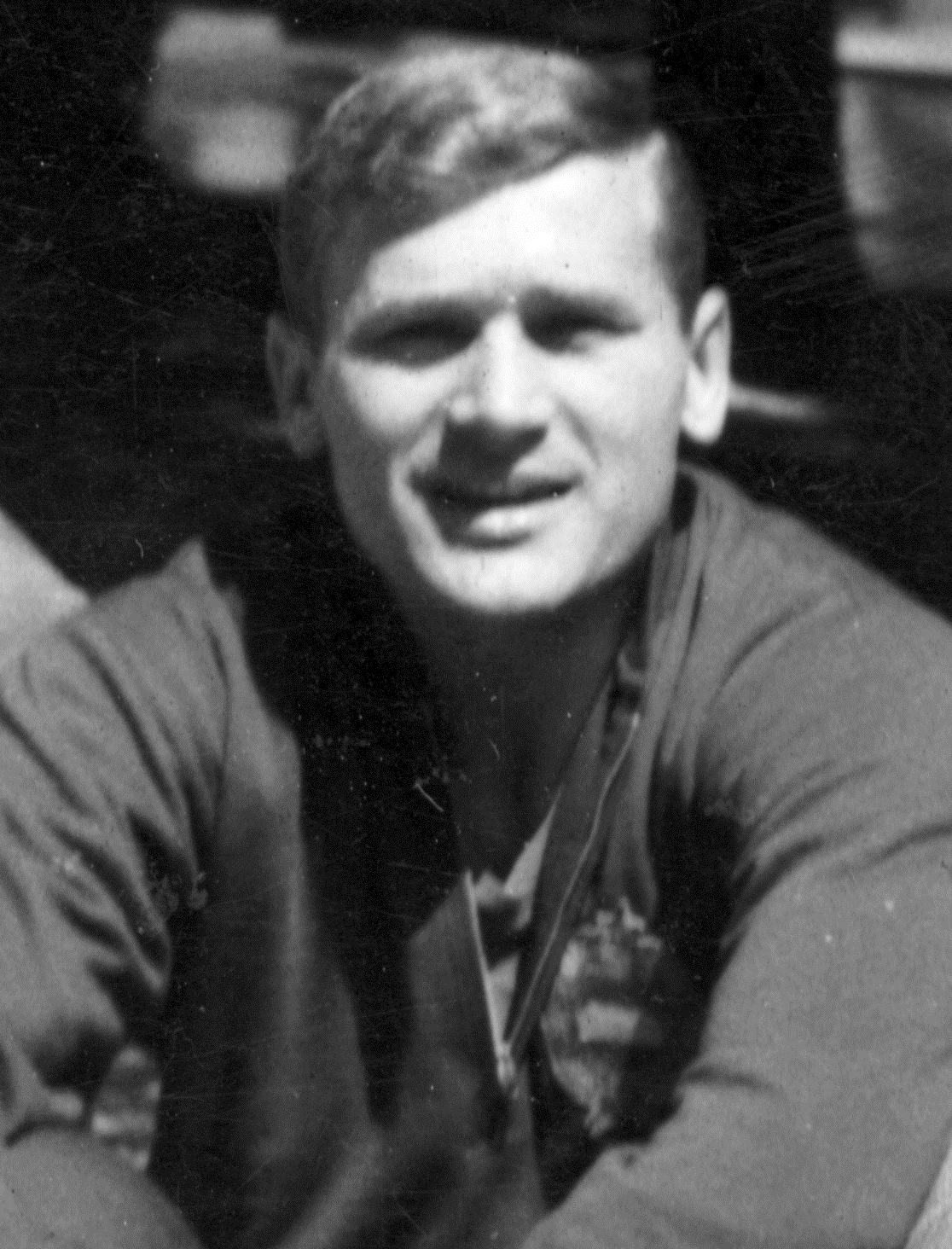
Lajos Tichy v r. 1958

V letech 1955–1971 nastupoval za maďarskou fotbalovou reprezentaci. Debutoval 8. května 1955 v zápase v Oslo proti Norsku a hned skóroval. Při výhře 5:0 vstřelil jeden gól. Velmi podařené střetnutí odehrál 25. října 1959, kdy vstřelil 4 branky Švýcarsku které si odvezlo z Budapešti debakl 0:8. Celkem odehrál v národním A-týmu Maďarska 72 zápasů a nastřílel 51 gólů (průměr 0,61 gólu na zápas).
Účast Lajose Ticheho na vrcholových turnajích:
- Mistrovství světa 1958 ve Švédsku (vyřazení v play-off základní skupiny, Tichy vstřelil 4 góly ve 4 zápasech)[4]
- Mistrovství světa 1962 v Chile (vyřazení ve čtvrtfinále po porážce 0:1 s Československem, Tichy vstřelil 3 góly ve 4 zápasech)[5][4]
- Mistrovství Evropy 1964 ve Španělsku (3. místo, Lajos odehrál jedno utkání a neskóroval)[6]
- Mistrovství světa 1966 v Anglii (vyřazení ve čtvrtfinále po porážce 1:2 se Sovětským svazem, Lajos neodehrál na turnaji ani jeden zápas, byl náhradníkem)[7][4]

## Trenérská kariéra
V letech 1976–1982 vedl jako trenér A-mužstvo Honvédu Budapešť, kde působil po celou svou aktivní hráčskou kariéru. V sezóně 1979/80 jej dovedl k zisku titulu v 1. maďarské lize.

## Odkazy

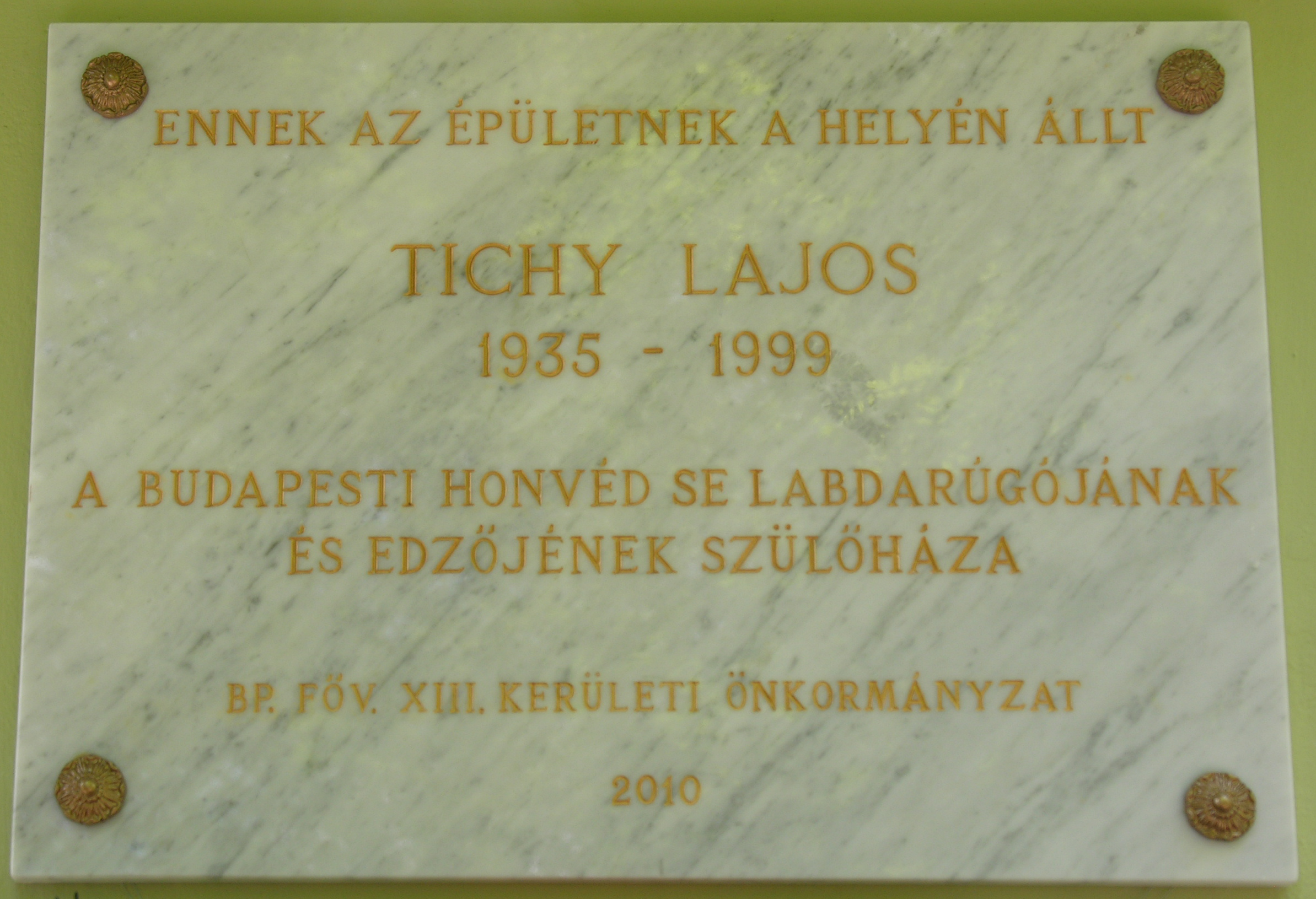
Pamětní deska v Budapešti.